# 키이우 노면전차

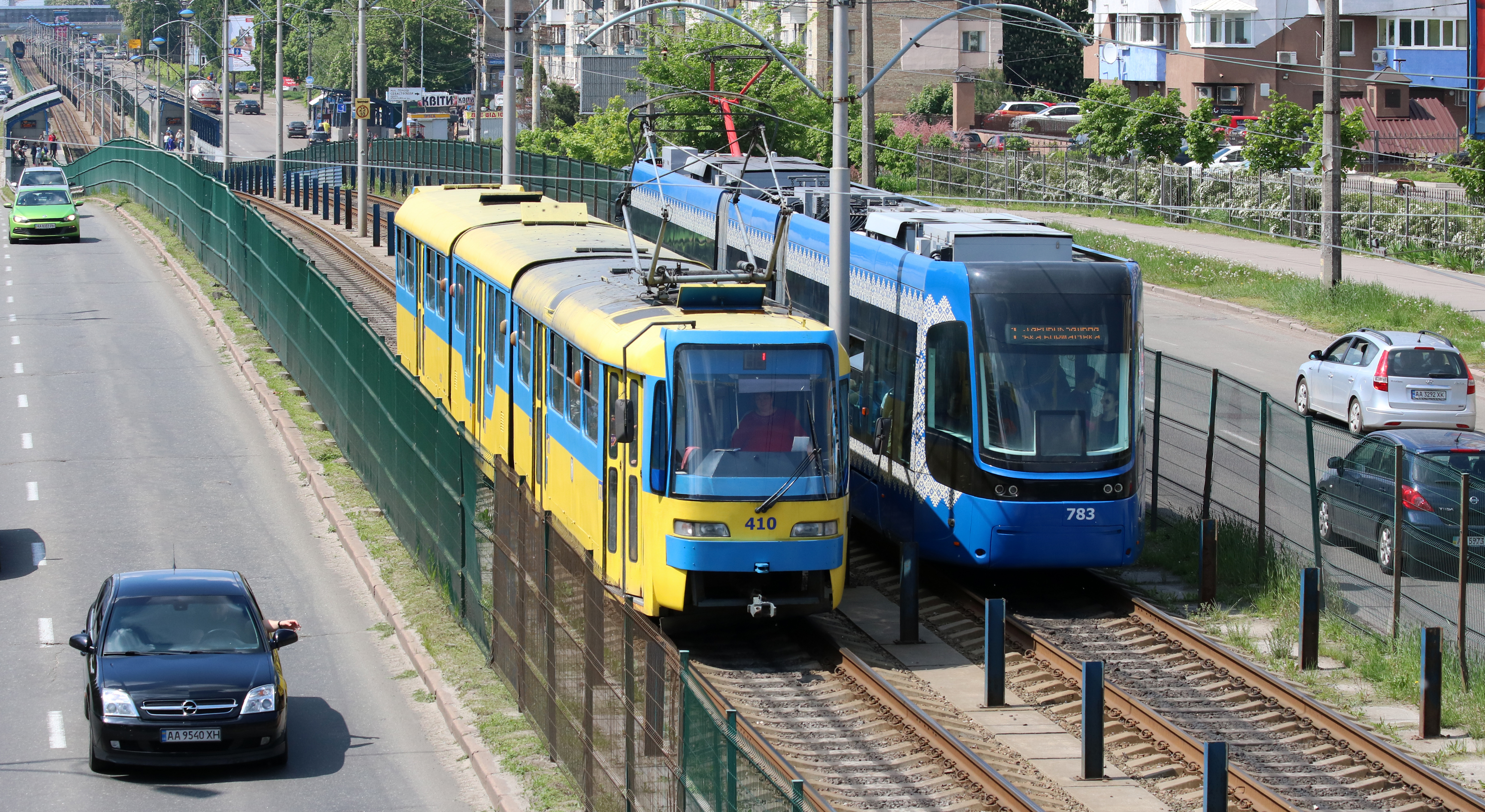
키이우노면전차

키이우 노면전차(우크라이나어: Київський трамвай)는 우크라이나 키이우에서 운영되는 노면전차 시스템이다. 이 시스템은 구 러시아 제국의 최초의 전기 트램이다. 139.9 km (86.9 mi)의 선로로 구성되어 있으며, 그 중 14 km (8.7 mi)는 2개의 급행 노선이다.